# Elattoneura centrafricana
Elattoneura centrafricana är en trollsländeart som beskrevs av John Lindley 1976. Elattoneura centrafricana ingår i släktet Elattoneura och familjen Protoneuridae. IUCN kategoriserar arten globalt som livskraftig. Inga underarter finns listade i Catalogue of Life.